# Jean-Pierre Heynderickx
Jean-Pierre Heynderickx (Merelbeke, 5 de maig de 1965) va ser un ciclista flamenc, que fou professional entre 1987 i 1998. Del seu palmarès destaca una victòria a la Volta a Espanya
Un cop retirat s'ha dedicat ha dirigir diferents equips ciclistes, entre els quals destaquen l'Omega Pharma-Lotto, el Lotto-Belisol o el MTN-Qhubeka.

## Palmarès
- 1986
  - 1r als Dos dies del Gaverstreek i vencedor d'una etapa
- 1988
  - Vencedor d'una etapa del Tour d'Armòrica
- 1989
  - Vencedor d'una etapa de la Volta a Espanya
- 1990
  - 1r a la Saragossa-Sabiñánigo
- 1994
  - Vencedor d'una etapa a l'Étoile de Bessèges
- 1995
  - 1r a la Clàssica d'Almeria
  - Vencedor d'una etapa de la Volta a la Xina

### Resultats al Tour de França
- 1988. 148è de la classificació general
- 1990. Abandona (11a etapa)

### Resultats a la Volta a Espanya
- 1989. 124è de la classificació general. Vencedor d'una etapa
- 1990. Abandona
- 1992. Abandona